# Парпари
Парпари (пол. Parpary) — село в Польщі, у гміні Штум Штумського повіту Поморського воєводства.
Населення — 220 осіб (2011).
У 1975-1998 роках село належало до Ельблонзького воєводства.

## Демографія
Демографічна структура станом на 31 березня 2011 року:
|          | Загалом | Допрацездатний вік | Працездатний вік | Постпрацездатний вік |
| -------- | ------- | ------------------ | ---------------- | -------------------- |
| Чоловіки | 107     | 28                 | 70               | 9                    |
| Жінки    | 113     | 19                 | 72               | 22                   |
| Разом    | 220     | 47                 | 142              | 31                   |